# Han Andi
Andi (漢安帝, pinyin hàn ān dì), de son nom personnel Liu Hu (劉祜) (94-avril 125), empereur de Chine issu de la dynastie Han, régna sur la Chine de 106 à 125 ap. J.-C.

Il était le sixième empereur de la période des Han orientaux et le petit-fils de l'empereur Zhangdi.